# Natação no Campeonato Mundial de Esportes Aquáticos de 2023 - 200 m costas feminino
A disputa na modalidade 200 metros costas feminino de Natação no Campeonato Mundial de Esportes Aquáticos de 2023 fora realizada nos dias 28 e 29 de julho de 2023 na Marine Messe Fukuoka em Fukuoka, no Japão. Ao todo, 42 nadadoras de 35 Comitês Olímpicos Nacionais estavam previstas para participarem do evento. Kaylee McKeown, nadadora australiana, tornou-se bicampeã mundial do evento.

## Formato da competição
A competição consiste em três rodadas: eliminatórias, semifinais e final. Os nadadores com os 16 melhores tempos nas baterias preliminares avançam as semifinais. Já os nadadores com os 8 melhores tempos nas semifinais avançam a final. Desempates (swim-offs) são utilizados conforme necessário para quebrar os empates de avanço a próxima rodada.

## Calendário
Todos os horários estão na Hora legal japonesa (UTC+9).
| Data                | Horário | Fase          |
| ------------------- | ------- | ------------- |
| 28 de julho de 2023 | 10:52   | Eliminatórias |
| 28 de julho de 2023 | 20:20   | Semifinais    |
| 29 de julho de 2023 | 20:57   | Final         |

## Recordes
Antes desta competição, os recordes mundiais e do campeonato nesta prova eram os seguintes:
| Tipo                  | Atleta         | Tempo      | Local   | Data                |
| --------------------- | -------------- | ---------- | ------- | ------------------- |
|                       | Kaylee McKeown | 2m 03s 014 | Sydney  | 10 de março de 2023 |
| Recorde do campeonato | Regan Smith    | 2m 03s 035 | Gwangju | 26 de julho de 2019 |

## Medalhistas
| Ouro                       | Prata                        | Bronze             |
| Kaylee McKeown · Austrália | Regan Smith · Estados Unidos | Peng Xuwei · China |

## Resultados

### Eliminatórias
As eliminatórias foram realizadas no dia 28 de julho com início às 10:52.
| Pos. | Bateria | Raia | Nadadora                | CON                   | Tempo   | Notas            |
| ---- | ------- | ---- | ----------------------- | --------------------- | ------- | ---------------- |
| 1    | 4       | 4    | Regan Smith             | Estados Unidos        | 2:07.24 | Q                |
| 2    | 5       | 5    | Peng Xuwei              | China                 | 2:08.68 | Q                |
| 3    | 5       | 2    | Laura Bernat            | Polónia               | 2:09.08 | Q,               |
| 4    | 4       | 3    | Katie Shanahan          | Reino Unido           | 2:09.18 | Q                |
| 5    | 5       | 4    | Kaylee McKeown          | Austrália             | 2:09.30 | Q                |
| 6    | 4       | 5    | Kylie Masse             | Canadá                | 2:09.31 | Q                |
| 7    | 3       | 4    | Rhyan White             | Estados Unidos        | 2:09.68 | Q                |
| 8    | 4       | 2    | Africa Zamorano         | Espanha               | 2:09.99 | Q                |
| 9    | 3       | 3    | Eszter Szabó-Feltóthy   | Hungria               | 2:10.38 | Q                |
| 10   | 4       | 7    | Jenna Forrester         | Austrália             | 2:10.46 | Q                |
| 11   | 3       | 5    | Margherita Panziera     | Itália                | 2:10.90 | Q                |
| 12   | 3       | 8    | Gabriela Georgieva      | Bulgária              | 2:11.22 | Q                |
| 13   | 3       | 2    | Rio Shirai              | Japão                 | 2:11.24 | Q                |
| 14   | 5       | 8    | Lee Eun-ji              | Coreia do Sul         | 2:11.78 | Q                |
| 15   | 3       | 1    | Camila Rebelo           | Portugal              | 2:11.80 | Q                |
| 16   | 5       | 6    | Katalin Burián          | Hungria               | 2:11.94 | Q                |
| 17   | 4       | 1    | Hanane Hironaka         | Japão                 | 2:12.57 |                  |
| 18   | 4       | 8    | Tatiana Salcutan        | Moldávia              | 2:12.65 |                  |
| 19   | 5       | 7    | Ingrid Wilm             | Canadá                | 2:12.67 |                  |
| 20   | 5       | 1    | Lena Grabowski          | Áustria               | 2:12.79 |                  |
| 21   | 5       | 3    | Liu Yaxin               | China                 | 2:13.42 |                  |
| 22   | 3       | 6    | Adela Piskorska         | Polónia               | 2:13.74 |                  |
| 23   | 4       | 0    | Chua Xiandi             | Federação suspensa    | 2:13.80 |                  |
| 24   | 4       | 6    | Emma Terebo             | França                | 2:13.95 |                  |
| 25   | 2       | 4    | Ingeborg Løyning        | Noruega               | 2:13.97 |                  |
| 26   | 5       | 0    | Athena Meneses          | México                | 2:15.14 |                  |
| 27   | 4       | 9    | Xeniya Ignatova         | Cazaquistão           | 2:16.06 |                  |
| 28   | 3       | 9    | Janja Šegel             | Eslovênia             | 2:17.20 |                  |
| 29   | 2       | 6    | Carolina Cermelli       | Panamá                | 2:18.50 | Recorde nacional |
| 30   | 2       | 2    | Anishta Teeluck         | Ilhas Maurícias       | 2:18.63 | Recorde nacional |
| 31   | 2       | 1    | Andrea Becali           | Cuba                  | 2:18.65 |                  |
| 32   | 3       | 0    | Aleksa Gold             | Estónia               | 2:19.47 |                  |
| 33   | 2       | 8    | Elizabeth Jimenez       | República Dominicana  | 2:19.84 |                  |
| 34   | 5       | 9    | Alexia Sotomayor        | Peru                  | 2:20.78 |                  |
| 35   | 2       | 7    | Danielle Titus          | Barbados              | 2:21.36 |                  |
| 36   | 2       | 3    | Elisabeth Erlendsdóttir | Ilhas Feroé           | 2:22.28 |                  |
| 37   | 2       | 0    | Ganga Senavirathne      | Sri Lanka             | 2:23.36 |                  |
| 38   | 1       | 3    | Vivian Xhemollari       | Albânia               | 2:24.30 |                  |
| 39   | 2       | 9    | Samantha van Vuure      | Curaçau               | 2:31.60 |                  |
| 40   | 1       | 4    | Aynura Primova          | Turquemenistão        | 2:32.68 |                  |
| 41   | 1       | 5    | Jennifer Harding-Marlin | São Cristóvão e Neves | 2:37.83 |                  |
| 42   | 2       | 5    | Hanna Rosvall           | Suécia                | DNS     | DNS              |
| 43   | 3       | 7    | Aviv Barzelay           | Israel                | DSQ     | DSQ              |

Semifinais
As semifinais foram realizadas no dia 28 de julho com início às 20:20.
| Pos. | Bateria | Raia | Nadadora              | CON            | Tempo   | Notas |
| ---- | ------- | ---- | --------------------- | -------------- | ------- | ----- |
| 1    | 1       | 4    | Peng Xuwei            | China          | 2:07.40 | Q     |
| 2    | 2       | 4    | Regan Smith           | Estados Unidos | 2:07.52 | Q     |
| 3    | 2       | 3    | Kaylee McKeown        | Austrália      | 2:07.89 | Q     |
| 4    | 1       | 5    | Katie Shanahan        | Reino Unido    | 2:08.32 | Q     |
| 5    | 1       | 3    | Kylie Masse           | Canadá         | 2:08.51 | Q     |
| 6    | 2       | 5    | Laura Bernat          | Polónia        | 2:08.96 | Q,    |
| 7    | 2       | 6    | Rhyan White           | Estados Unidos | 2:09.13 | Q     |
| 8    | 1       | 2    | Jenna Forrester       | Austrália      | 2:09.74 | Q     |
| 9    | 2       | 2    | Eszter Szabó-Feltóthy | Hungria        | 2:09.90 |       |
| 10   | 2       | 7    | Margherita Panziera   | Itália         | 2:10.65 |       |
| 11   | 1       | 6    | Africa Zamorano       | Espanha        | 2:10.76 |       |
| 12   | 1       | 8    | Katalin Burián        | Hungria        | 2:11.47 |       |
| 13   | 1       | 7    | Gabriela Georgieva    | Bulgária       | 2:11.99 |       |
| 14   | 2       | 1    | Rio Shirai            | Japão          | 2:12.45 |       |
| 15   | 2       | 8    | Camila Rebelo         | Portugal       | 2:12.47 |       |
| 16   | 1       | 1    | Lee Eun-ji            | Coreia do Sul  | 2:13.65 |       |

### Final
A final fora realizada no dia 29 de julho às 20:57.
| Pos.              | Raia | Nadadora        | CON            | Tempo   | Notas |
| ----------------- | ---- | --------------- | -------------- | ------- | ----- |
| Medalha de ouro   | 3    | Kaylee McKeown  | Austrália      | 2:03.85 |       |
| Medalha de prata  | 5    | Regan Smith     | Estados Unidos | 2:04.94 |       |
| Medalha de bronze | 4    | Peng Xuwei      | China          | 2:06.74 |       |
| 4                 | 6    | Katie Shanahan  | Reino Unido    | 2:07.45 |       |
| 5                 | 2    | Kylie Masse     | Canadá         | 2:07.52 |       |
| 6                 | 1    | Rhyan White     | Estados Unidos | 2:08.43 |       |
| 7                 | 7    | Laura Bernat    | Polónia        | 2:10.68 |       |
| 8                 | 8    | Jenna Forrester | Austrália      | 2:11.44 |       |

Legenda
| Recorde mundial       | Recorde mundial (World record)               |                       | Recorde africano                      | Recorde africano (African) |                                           | Q | Classificado por posição (Qualified) |
| Recorde do campeonato | Recorde do campeonato (Championship record)  | Recorde da América    | Recorde da América (Americas)         | q                          | Classificado por melhor tempo (Qualified) |   |                                      |
| Melhor marca do ano   | Melhor marca do ano (World leading)          | Recorde asiático      | Recorde asiático (Asian)              | DNS                        | Não largou (Did not start)                |   |                                      |
| Recorde nacional      | Recorde nacional (National record)           | Recorde europeu       | Recorde europeu (European)            | DNF                        | Não terminou (Did not finish)             |   |                                      |
| Recorde pessoal       | Recorde pessoal do atleta (Personal best)    | Recorde da Oceania    | Recorde da Oceania (Oceania)          | DSQ / DQ                   | Desclassificado (Disqualified)            |   |                                      |
| Recorde da temporada  | Recorde da temporada do atleta (Season best) | Recorde sul-americano | Recorde sul-americano (South America) | NM                         | Sem marca (No mark)                       |   |                                      |